# 片桐舞子
片桐 舞子（かたぎり まいこ、1982年5月31日 - ）は、日本の女性シンガーソングライター。群馬県桐生市出身。河井純一とともにMAY'Sを結成し、ボーカリストを務める。血液型はA型。愛称は「舞こりん」。

## 来歴
- 2002年、専門学校在学中に『MAY'S』を結成し、当時から本人達の手作りによる自主制作CDを数枚制作。クラブでのライブ会場や自身のホームページなどで販売。
- 2004年から拠点を東京に移し活動を本格化。
- 2005年11月30日、ミニアルバム『Drawing』でインディーズデビュー。
- 2007年3月14日、アナログリミックスのみ集めたリミックスCDをウェブ予約限定で発売。
- 2007年5月25日、4組8人のアーティストによるスペシャルユニット「NATURAL8」を結成。店舗での取り扱いは北関東を中心に展開するCDショップWonderGOOのみでの販売ながら、ノンタイアップで発売1週間で1万枚以上を売上げ、発売から3か月以上も店舗チャートで1位を独占した。
- 2007年11月14日、公私ともに交流のある盟友CLIFF EDGEとともにスプリットミニアルバム『Dear...』を、キングレコードのHIP HOP、R&BレーベルVenus-Bよりリリース。ノンタイアップで発売第一週でオリコンアルバムチャート30位にランクインする。
- 2008年7月2日、6年間のインディーズ活動を経てVenus-Bよりマキシシングル『My Everything』でメジャーデビュー。同年12月3日にリリースした3rdマキシシングル『KISS 〜恋におちて...冬〜』がラジオ、着うたでスマッシュヒット。レコ直ウィークリーチャートで4位を記録。2008年12月現在、ダウンロード数は25万に達する。
- 2009年1月14日、メジャー初のフル1stアルバム『Dreaming』を発売。
- 2009年4月22日、4thシングル『I WISH』をリリース。MAY'S初の収録曲すべてにタイアップが付いたシングルとなった。同年8月19日にリリースした5thシングル『I LOVE YOUが言えなくて』は、レコ直デイリーチャートで1位、ウィークリーチャートでは2位を記録した。
- 2009年11月25日に6thシングル『ONE LOVE 〜100万回のKISSでアイシテル〜』、12月21日には7thシングル、『Prologue of Amazing』をリリース。飛躍の1年となった。
- 2010年1月13日には、ヒット曲を盛り込んだ2ndアルバム『Amazing』を発売。オリコンアルバムチャート（1/13付）初登場3位（週間4位）を記録。5月26日、8thシングル『星の数だけ抱きしめて』をリリース。MAY'S初の、映画『音楽人』の主題歌に起用される。映画の挿入曲には、Amazingに収録された「永遠」を起用。8月25日、9thシングル『遠くへ〜Spread Your Wings〜 / Unfair Love』をリリース。初の両A面シングルとなった。
- 2011年2月16日に、3rdアルバム『Cruising』を発売。オリコンアルバムチャート（2/17付）初登場9位を記録。好スタートを切った同アルバムのリリースを記念して、インストアライブを、東京・タワーレコード渋谷店前にて敢行した。10月19日に、「声帯結節・音声障碍」のために早急な手術が必要であり、年内のMAY'Sのライブ活動を全て中止することを発表した。
- 2012年3月9日に、約半年の活動休止期間を経て、復帰ワンマンライブを開催し、活動復帰を宣言した。

### 人柄、仕事
- 群馬県桐生市にある片桐会片桐流民謡の家元である。MAY'S結成前後まで民謡を本格的に続けており、県大会での優勝、両国国技館で行われた全国大会では入賞を果たすなどしている。両親ともに現役の師範という、唄と日本舞踊のサラブレッドである。
- バイク好きの河井純一の影響もあり、普通自動二輪免許をマニュアルで取得している。
- DREAMS COME TRUEに非常に影響を受けており、自分の原点はドリカムと述べている。
- 口癖は『はっふ〜ん』である。文章としても本人のblogなどで頻繁に使用されている。尚、はっふ〜んの後ろには顔文字→（*´ー`)がつき、顔文字まで含めて完成形となる。
- アルバム名はインディーズ時代から一貫して「〜ing（進行形）」が使われている。MAY'Sのファンクラブ名も「Smiling」である。

## ディスコグラフィ
MAY'S名義についてはMAY'S#ディスコグラフィーを参照。

### アルバム
|     | 発売日        | タイトル | 規格品番  |
| --- | ------------- | -------- | --------- |
| 1st | 2013年12月4日 | Solo     | KICS-1996 |

## 参加作品
MAY'S名義についてはMAY'S#参加作品を参照。
1. Tiara『あいすること』（2017年9月20日）[1]
  - 9. 「My Girl Friends / Tiara × AZU × 片桐舞子 (MAY’S)」